# Nuit et Brouillard
Nuit et Brouillard is een Franse documentaire uit 1956 onder regie van Alain Resnais.

## Verhaal
Nuit et Brouillard is een documentaire die zowel zwart-witbeelden als kleurenbeelden gebruikt. Het eerste deel van de documentaire laat de resten zien van het concentratiekamp in Auschwitz, terwijl de verteller Michel Bouquet de opkomst van het nazisme beschrijft. Vervolgens wordt het leven van de leden van de SS geplaatst tegenover de stervende gevangenen in de kampen. Bouquet vertelt daarna over de folteringen, de medische experimenten, de executies en de prostitutie in de kampen. Dan toont de film afbeeldingen van de gaskamers en stapels lichamen. Ten slotte vertelt Bouquet hoe de geallieerden bij de bevrijding de gruwelen van de kampen aantroffen.